# Tricalysia analamazaotrensis
Tricalysia analamazaotrensis là một loài thực vật có hoa trong họ Thiến thảo. Loài này được Homolle ex Ranariv. & De Block mô tả khoa học đầu tiên năm 2007.